# Milionia montivagens
Milionia montivagens là một loài bướm đêm trong họ Geometridae.